# Diogmites heydenii
Diogmites heydenii là một loài ruồi trong họ Asilidae. Diogmites heydenii được Jaennicke miêu tả năm 1867. Loài này phân bố ở vùng Tân nhiệt đới.